# Gillews Gut
Gillews Gut ist ein so genannter ghaut (gut), ein ephemeres Gewässer ähnlich einer Fiumara, auf St. Kitts, im karibischen Inselstaat St. Kitts und Nevis.

## Geographie
Der Fluss entspringt im Süden von St. Kitts, hoch am Hang des Olivees Mountain und ganz in der Nähe des Harris Gut. Der Bach bildet auf weiter Strecke die Grenze zwischen den Parishes Saint George Basseterre und Trinity Palmetto Point.